# Аджемян, Мгер Артурович
Мгер Артурович Аджемян (род. 25 марта 1991) — российский самбист, призёр чемпионата России, призёр Кубка мира, мастер спорта России международного класса. Студент факультета социальных наук Амурского государственного университета. Выступал в лёгкой весовой категории (до 62 кг). Тренировался под руководством Вадима Рязанцева.

## Спортивные результаты
- Чемпионат России по самбо 2015 года — ;
- Чемпионаты МВД России по самбо 2016, 2017, 2019, 2020 годов — [2][3];
- Кубок России по самбо 2015 года — ;
- Победитель этапов Кубка мира 2013 и 2015 годов.
- Кубок России по самбо 2016 года — [4][5];
- Чемпионат России по самбо 2023 — ;
- Чемпионат России по самбо 2024 — ;

## Семья
Брат Аджемян, Манук Артурович — самбист, призёр чемпионата России, мастер спорта России международного класса.